# Harry Lee (cầu thủ bóng đá, sinh năm 1887)
Henry Lee là một cầu thủ bóng đá người Anh thi đấu ở vị trí tiền đạo thi đấu ở Football League cho Fulham.

## Cuộc sống cá nhân
Lee làm việc tại Dick, Kerr & Co. ở Preston trong Thế chiến thứ I.

## Thống kê sự nghiệp
| Câu lạc bộ          | Mùa giải            | Giải quốc nội                  | Giải quốc nội | Giải quốc nội | Cúp FA  | Cúp FA    | Tổng    | Tổng      |
| Câu lạc bộ          | Mùa giải            | Hạng đấu                       | Số trận       | Bàn thắng     | Số trận | Bàn thắng | Số trận | Bàn thắng |
| ------------------- | ------------------- | ------------------------------ | ------------- | ------------- | ------- | --------- | ------- | --------- |
| Fulham              | 1914-15             | Second Division                | 25            | 16            | 0       | 0         | 25      | 16        |
| Gillingham          | 1919-20             | Southern League First Division | 22            | 4             | 3       | 0         | 25      | 4         |
| Tổng cộng sự nghiệp | Tổng cộng sự nghiệp | Tổng cộng sự nghiệp            | 47            | 20            | 3       | 0         | 50      | 20        |